# Placówka Straży Granicznej w Pietraszynie
Placówka Straży Granicznej w Pietraszynie – zlikwidowana graniczna jednostka organizacyjna Straży Granicznej realizująca zadania w ochronie granicy państwowej z Republiką Czeską.

## Formowanie i zmiany organizacyjne
Placówka Straży Granicznej w Pietraszynie (PSG w Pietraszynie), została utworzona 24 sierpnia 2005 w strukturach Śląskiego Oddziału Straży Granicznej, z przemianowania Granicznej Placówki Kontrolnej Straży Granicznej w Pietraszynie (GPK SG w Pietraszynie). Znacznie rozszerzono także uprawnienia komendantów, m.in. w zakresie działań podejmowanych wobec cudzoziemców przebywających na terytorium RP.
Do 30 września 2009 siedziba PSG w Pietraszynie usytuowana była się na terenie dawnego przejścia granicznego Pietraszyn-Sudice, a po przekazaniu właścicielowi Urzędowi Miasta Krzanowice, użytkowanego tam przez Straż Graniczną budynku, została przeniesiona do Raciborza, do obiektu, gdzie znajduje się komenda Śląskiego Oddziału Straży Granicznej w Raciborzu.
W związku z reorganizacją Śląskiego Oddziału Straży Granicznej, związaną z realizacją przez Straż Graniczną nowych zadań, po włączeniu Polski do strefy Schengen (zniesienie kontroli granicznej i odstąpienie od konieczności fizycznej ochrony granicy państwowej), obszar działania uległ przesunięciu w głąb kraju i 15 stycznia 2008 Placówka SG w Pietraszynie przejęła do ochrony odcinek granicy dotychczas ochraniany przez Placówkę Straży Granicznej w Chałupkach.
Placówka Straży Granicznej w Pietraszynie funkcjonowała do 31 grudnia 2009 i 1 stycznia 2010 została rozformowania. Ochraniany przez placówkę odcinek granicy państwowej wraz z obsadą etatową, przejęła Placówka Straży Granicznej w Raciborzu (PSG w Raciborzu).

## Ochrona granicy
Placówka SG w Pietraszynie od 24 sierpnia 2005 do 14 stycznia 2008 ochraniała odcinek granicy państwowej o długości 21400 m:
- Włącznie znak graniczny nr II/22
- Wyłącznie znak gran. nr II/43.

Placówka SG w Pietraszynie od 15 stycznia 2008 do 31 grudnia 2009 ochraniała odcinek granicy państwowej o długości 54980 m, z czego 13551 m przebiegało korytami rzek Olzy i Odry. Na odcinku 1600 m granica państwowa przebiegała tzw. „drogą wspólną”:
- Włącznie znak gran. nr I/170/2
- Wyłącznie znak gran. nr II/45/6.

### Zasięg terytorialny
Od 15 stycznia 2008 do 31 grudnia 2009 – zasięg terytorialny obejmował powiaty: raciborski, rybnicki i wodzisławski.

### Podległe przejścia graniczne
Stan z 20 grudnia 2007
- Pietraszyn-Sudice
- Krzanowice-Chuchelná – drogowe
- Krzanowice-Strahovice
- Krzanowice-Rohov
- Borucin-Chuchelná
- Bolesław-Píšť
- Owsiszcze-Píšť
- Tworków-Hať
- Krzanowice-Chuchelná
- Krzanowice-Strahovice
- Borucin-Chuchelná.

## Sąsiednie placówki
- Placówka SG w Zebrzydowicach ⇔ Placówka SG w Kietrzu.

## Komendant placówki
- mjr SG/ppłk SG Andrzej Kamiński (24.08.2005–31.12.2009) – do rozformowania[b].

## Galeria
|  |  |